# Vale do Rio Caí (Nova Petrópolis)
Vale do Rio Caí é um dos quatro distritos do município brasileiro de Nova Petrópolis, no Rio Grande do Sul. Situa-se a oeste da cidade.
Foi criado pela Lei Municipal nº 586, de 7 de dezembro de 1977.